# قهوه عربی

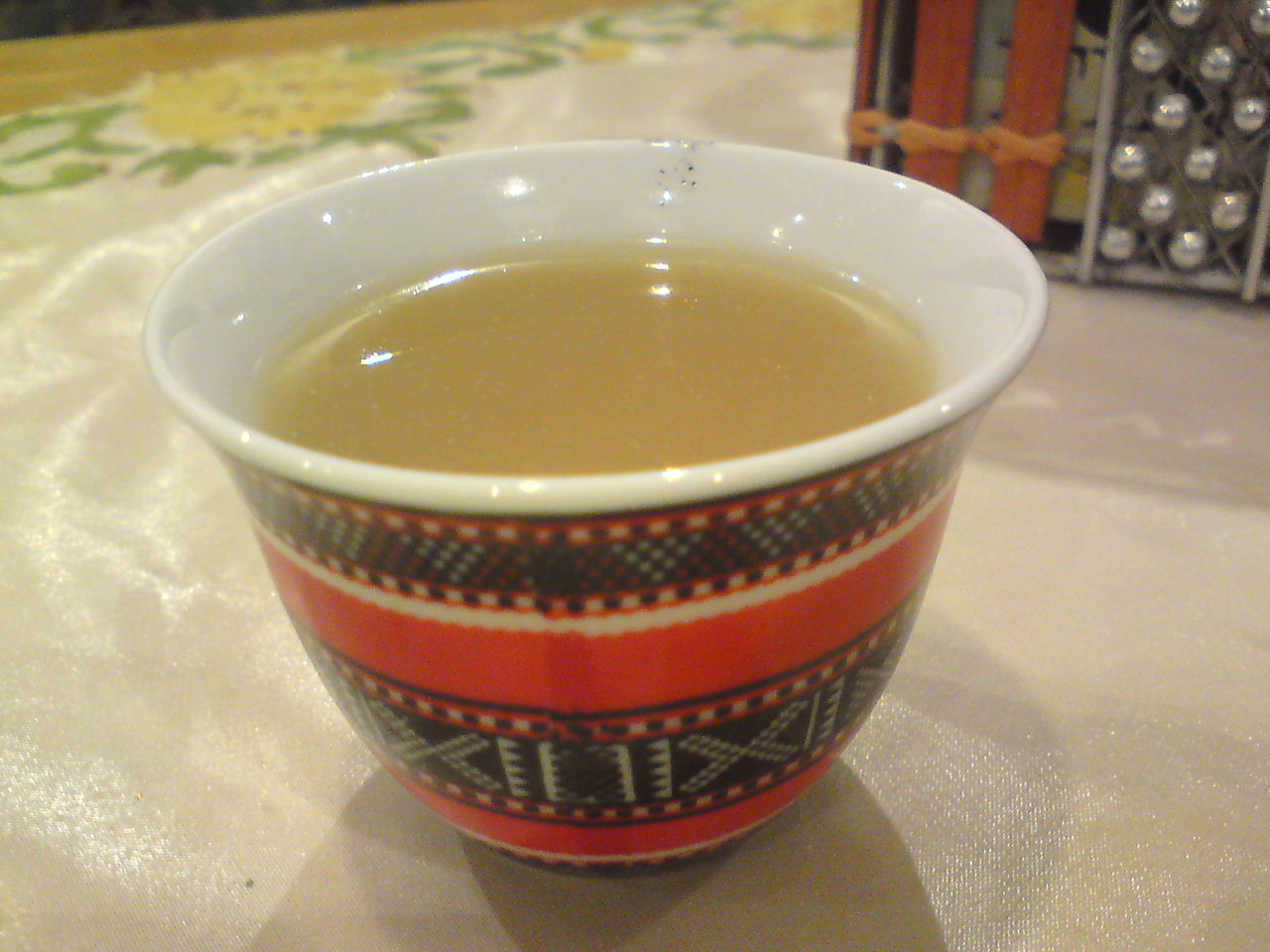
قهوه عربی در فنجانی کوچک

قهوه عربی قهوه‌ای است که در بسیاری از کشورهای عرب آماده می‌شود و به دو روش ترکی و سعودی طبخ می‌شود.
شیوه قهوه‌سازی قهوه ترک در شام رایج است، ولی قهوه ساده بدون افزودن شکر ساخته می‌شود و هل اغلب افزوده می‌شود.

## وجه تسمیه
کلمهٔ "coffee" در انگلیسی در سال ۱۵۸۲ از کلمهٔ "koffie" در زبان هلندی وارد زبان انگلیسی شد.  کلمهٔ "koffie" نیز از کلمهٔ "kahve" در زبان ترکی عثمانی به این زبان وارد شده بود.
"kahve" در ترکی عثمانی نیز به نوبهٔ خود از کلمهٔ عربی «قهوه» وام گرفته شده بود. واژهٔ قَهْوَة شاید در اصل به شهرت این نوشیدنی به عنوان کاهش‌دهنده اشتها اشاره داشته و از ریشهٔ عربی قَهِيَ (qahiya، به معنای «گرسنگی نداشتن») مشتق شده باشد. در عربی کلمهٔ «قهوه» برای گیاه بُن استفاده نمی‌شود.
در زبان‌های سامی ریشه‌ای با تلفظ qhh وجود دارد که به معنای «رنگ تیره» است و به‌طور طبیعی برای نام‌گذاری این نوشیدنی به کار گرفته شده است. بر اساس این تحلیل، شکل مؤنث قَهْوَة (که همچنین به معنای «تیره‌رنگ، کسل‌کننده، خشک، ترش‌مزه» است) معنای شراب را نیز داشته، زیرا شراب نیز اغلب تیره‌رنگ بوده است.